# 4 Dywizja Piechoty (III Rzesza)
4 (Saksońska) Dywizja Piechoty (niem. 4. Infanterie-Division) – niemiecka dywizja z czasów II wojny światowej, uczestniczyła w agresji na Polskę i Francję.

## Formowanie i walki
Sformowana w 1934 roku pod ukrytą nazwą Artillerieführer IV, miejsce stacjonowania sztabu: Drezno. Na mocy rozkazu z dnia 15 października 1935 roku otrzymała oficjalną nazwę 4 Dywizja Piechoty. Stacjonowała w IV Okręgu Wojskowym. 
Jednostka brała udział w działaniach bojowych przeciwko Polsce w 1939 i Francji rok później. Od 15 sierpnia 1940 roku rozpoczęto przeformowywać ją w 14 Dywizję Pancerną.

## Dowództwo dywizji
Dowódcy:
- płk Erich Raschick 1 kwietnia 1934 – 10 listopada 1938
- gen. por. Erik Hansen[1] 10 listopada 1938 – 15 sierpnia 1940

Szefowie sztabu:
- ppłk Klaus Kühl (w czasie ataku na Polskę[1])

## Struktura organizacyjna
Skład w sierpniu 1939 roku:
- 10 pułk piechoty: miejsce postoju sztabu, I. i III. batalionu – Drezno, II. batalionu – Pirna, I. rezerwowego batalionu – Radeberg, II. rezerwowego batalionu – Kamenz;
- 52 pułk piechoty: miejsce postoju sztabu, I. i III. batalionu – Leitmeritz, II. batalionu – Böhmisch Leipa oraz batalionu zapasowego - Tetschen;
- 103 pułk piechoty: miejsce postoju sztabu, I. i III. batalionu Zittau, III. batalionu – Reichenberg, I. i II. rezerwowego batalionu  - Löbau;
- 4 pułk artylerii: miejsce postoju sztabu, I. i III. dywizjonu – Drezno, II. dywizjonu – Leitmeritz;
  - I dywizjon 40 pułku artylerii ciężkiej: miejsce postoju Budziszyn;
  - 13 batalion pionierów: miejsce postoju Pirna;
  - 4 oddział przeciwpancerny: miejsce postoju – Kamenz;
  - 4 oddział łączności: miejsce postoju – Reichenberg;
  - 4 oddział obserwacyjny: miejsce postoju – Budziszyn;